# Polittico dell'Annunziata

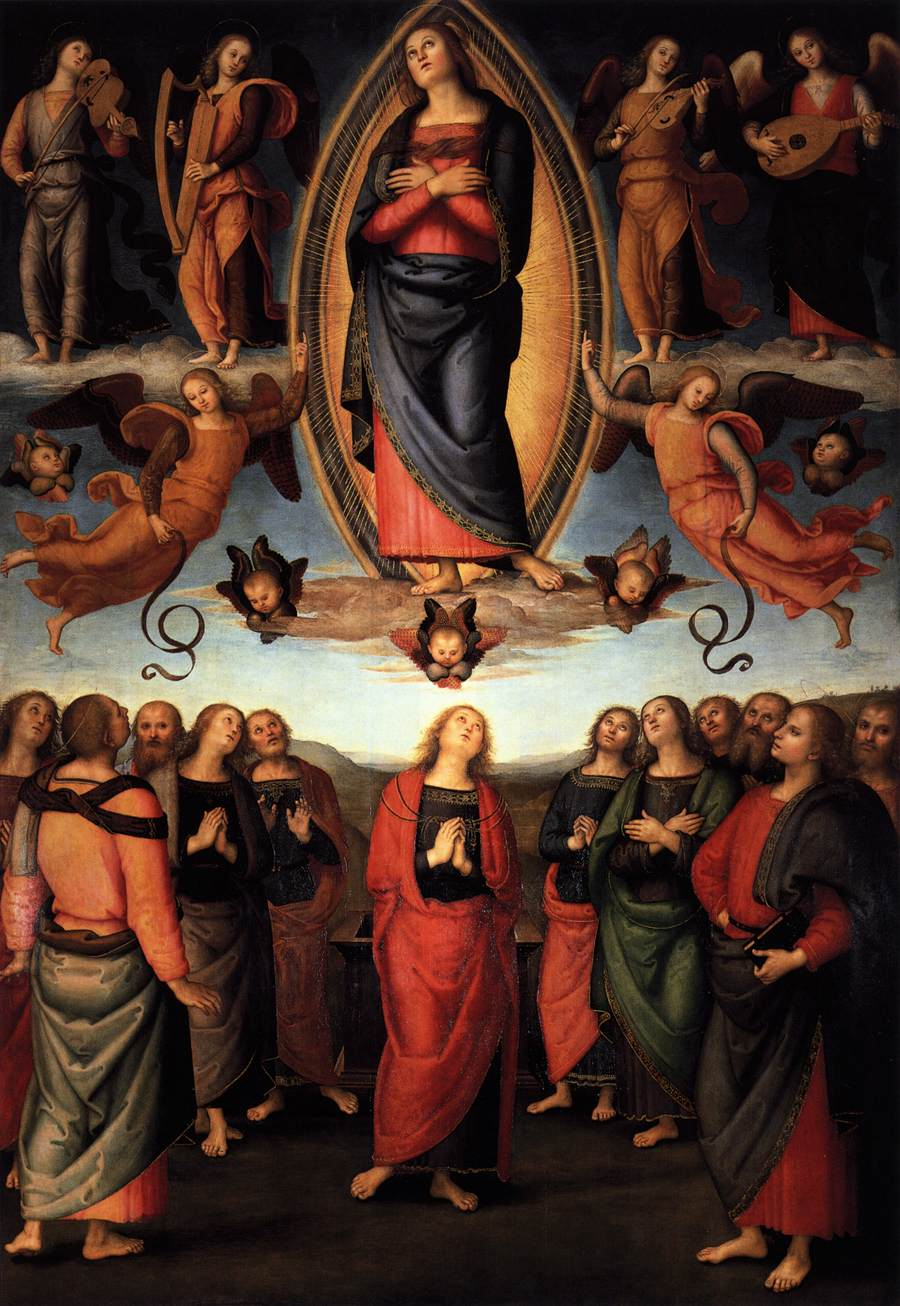
Assunta

Il Polittico dell'Annunziata (Deposizione dalla croce e Assunta nei pannelli principali) è un dipinto a olio su tavola (334x225 cm il pannello centrale) avviato da Filippino Lippi e completato, dopo la sua morte, da Pietro Perugino, datato 1504-1507 e conservato nella Galleria dell'Accademia a Firenze (Deposizione dalla croce) e nella basilica della Santissima Annunziata (Assunta).

## Storia
Il dipinto venne commissionato a Filippino per l'altare maggiore della basilica della Santissima Annunziata a Firenze. Alcuni anni prima, per la stessa destinazione, Filippino aveva ceduto l'incarico a Leonardo da Vinci, che completò un cartone con Sant'Anna, la Vergine, il Bambino e l'agnellino (perduto, già indicati dubitativamente nel Cartone di Burlington House o nel dipinto del Louvre), prima di abbandonare l'opera partendo al servizio di Cesare Borgia (1502). La commissione ritornò quindi a Filippino, che però impostò un'opera completamente diversa, partendo dalla Crocifissione. Con la morte dell'artista, nel 1504, il lavoro, già avviato nella pala centrale, venne affidato a Perugino, che lo completò, compresi i pannelli minori, nel 1507. L'artista umbro si servì di un aiuto, che secondo Adolfo Venturi potrebbe essere stato Andrea d'Assisi, e secondo il Gamba il giovane Raffaello (quest'ultima ipotesi non ha avuto seguito nella critica successiva).
L'opera venne ferocemente criticata dai fiorentini per la ripetitività della composizione. Il Vasari raccontò che il pittore si difese così: "Io ho messo in opera le figure altre volte lodate da voi e che vi sono infinitamente piaciute: se ora vi dispiacciono e non le lodate più che ne posso io?".
In effetti in quegli anni Perugino aveva accentuato l'uso e il riuso dei medesimi cartoni, impostando la qualità non tanto sull'invenzione quanto nell'esecuzione pittorica, almeno quando l'intervento di bottega era assente o limitato. Però col nuovo secolo la varietà d'invenzione era diventata un elemento fondamentale, in grado di fare il discrimine tra gli artisti di primo piano e quelli secondari. Nei grandi centri italiani (Firenze, Roma e Venezia) le novità si manifestavano ormai una dietro l'altra a ritmo velocissimo e quelle opere che non portavano novità venivano respinte. Essendo quindi Perugino legato ancora a norme di comportamento quattrocentesche, venne presto superato, mentre si apriva la stagione dei grandiosi successi di Leonardo da Vinci e, di lì a poco, degli altri geni come Michelangelo e Raffaello Sanzio.
La Pala dell'Annunziata fu infatti l'ultima opera fiorentina del Perugino: dopo un breve soggiorno a Roma l'artista si ritirò nella meno esigente provincia umbra.

## Descrizione e stile
Originariamente la pala era dipinta su entrambi i lati e collocata sull'iconostasi, che esisteva prima dell'applicazione dei dettami del Concilio di Trento: la Deposizione rivolta verso i fedeli, e l'Assunzione della Vergine rivolta al presbiterio. Dopo la divisione in due delle facce, una finì nelle collezioni granducali e quindi agli Uffizi, ma col riordino delle collezioni del 1954 non trovò spazio nel percorso espositivo principale e venne destinata alla Galleria dell'Accademia; l'altra faccia rimase nella basilica, finendo nella cappella Rabatta.

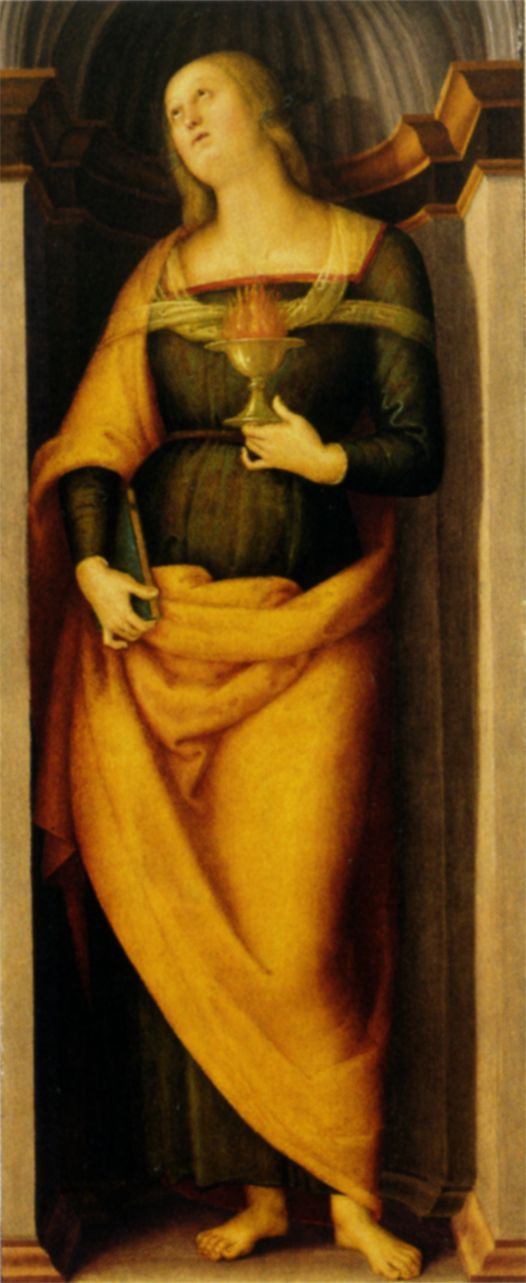
Santa dai lati

Sei tavole completavano il complesso polittico, contenuto in una cornice lignea disegnata da Baccio d'Agnolo. Esse sono oggi nel Lindenau-Museum di Altenburg, nel Metropolitan Museum di New York, nella Galleria nazionale d'arte antica di Roma e in collezione privata in Sudafrica.
La Deposizione in particolare mostra il momento in cui il corpo morto di Cristo è calato dalla croce, con quattro addetti che, tramite due scale legate ai bracci della croce, reggono il corpo nella discesa: due reggono le braccia, uno abbraccia il busto e un quarto regge gli stinchi aiutandosi con un drappo. A terra Maria sta svenendo, sorretta dalle altre Pie Donne, mentre la Maddalena è inginocchiata in posizione orante ai piedi della croce. A destra, in un gesto di sorpresa, si trova san Giovanni apostolo, mentre davanti a lui, su un drappo rosso, sono poggiati i tre chiodi della crocifissione.
L'analisi stilistica della Deposizione ha confermato la notizia riportata dal Vasari, secondo cui Filippino eseguì la parte alta del dipinto: qui infatti si vedono i tipici motivi dalle linee sinuose e dinamiche nei nastri svolazzanti che legano le scale alla Croce, mentre il corpo di Cristo, lasciato a metà, venne completato nel viso e nel volto dal Perugino. Al pittore umbro spetta inoltre tutta la parte inferiore, coi santi dal tipico aspetto composto e sognante, modellati morbidamente dal colore corposo, sullo sfondo di un paesaggio che digrada tonalmente in lontananza. Le espressioni piuttosto convenzionali e un certo impaccio nei personaggi ai piedi della croce rivelano l'intervento sostanziale di aiuti di bottega, ancora più marcato nelle tavole laterali con Santi.

### Predella
Facevano probabilmente parte della predella della pala dell'Annunziata le cinque tavolette oggi in musei americani. Esse rappresentano:
- Natività, 26,7x42,6 cm, Chicago Art Institute
- Battesimo di Cristo, 26,7x42,6 cm, Chicago Art Institute
- Samaritana al pozzo, 26,7x42,6 cm, Chicago Art Institute
- Noli me tangere, 26,7x42,6 cm, Chicago Art Institute
- Resurrezione di Cristo, 27x45,7 cm, New York, Metropolitan Museum

Predella del Polittico dell'Annunziata